# Sudirman Cup 1991
Der Sudirman Cup 1991, die Weltmeisterschaft für gemischte Mannschaften im Badminton, fand Anfang Mai 1991 in Kopenhagen statt. Südkorea gewann in dieser zweiten Auflage des Championats gegen Indonesien im Finale mit 3:2.

## Ergebnisse

### Gruppe 1

#### Subgruppe A
- Indonesien –  Volksrepublik China 3-2
- Indonesien –  Schweden 4-1
- Volksrepublik China –  Schweden 3-2

#### Subgruppe B
- Südkorea –  Dänemark 4-1
- Südkorea –  Japan 5-0
- Dänemark –  Japan 4-1

#### Spiel um Platz 5
- Schweden –  Japan 4-1

### Gruppe 2
- England –  Niederlande 5-0
- England –  Malaysia 3-2
- England –  Chinesisch Taipeh 5-0
- Niederlande –  Malaysia 3-2
- Niederlande –  Chinesisch Taipeh 3-2
- Malaysia –  Chinesisch Taipeh 4-1

### Gruppe 3
- Thailand –  Sowjetunion 4-1
- Thailand –  Schottland 4-1
- Thailand –  Kanada 3-2
- Sowjetunion –  Kanada 3-2
- Sowjetunion –  Schottland 4-1
- Schottland –  Kanada 3-2

### Gruppe 4
- Australien –  Deutschland 3-2
- Australien –  Neuseeland 4-1
- Australien –  Hongkong 3-2
- Deutschland –  Neuseeland 3-2
- Deutschland –  Hongkong 3-2
- Neuseeland –  Hongkong 3-2

### Gruppe 5
- Indien –  Polen 4-1
- Indien –  Finnland 4-1
- Indien –  Vereinigte Staaten 3-2
- Polen –  Finnland 4-1
- Finnland –  Vereinigte Staaten 5-0
- Vereinigte Staaten –  Polen 3-2

### Gruppe 6
- Norwegen –  Irland 3-2
- Norwegen –  Island 4-1
- Norwegen –  Bulgarien 3-2
- Irland –  Island 3-2
- Irland –  Bulgarien 5-0
- Island –  Bulgarien 5-0

### Gruppe 7
- Tschechoslowakei –  Schweiz 4-1
- Tschechoslowakei –  Frankreich 3-2
- Tschechoslowakei –  Mexiko 3-2
- Schweiz –  Frankreich 5-0
- Schweiz –  Mexiko 3-2
- Frankreich –  Mexiko 3-2

### Gruppe 8
- Nordkorea –  Spanien 4-1
- Nordkorea –  Mauritius 4-1
- Nordkorea –  Italien 5-0
- Nordkorea –  Malta 5-0
- Spanien –  Mauritius 4-1
- Spanien –  Italien 4-1
- Spanien –  Malta 5-0
- Mauritius –  Italien 4-1
- Mauritius –  Malta 5-0
- Italien –  Malta 4-1
- Nigeria und  Pakistan gemeldet, aber nicht angetreten

## Endstand
| Platz | Land                |
| ----- | ------------------- |
| 1     | Südkorea            |
| 2     | Indonesien          |
| 3     | Dänemark            |
| 3     | Volksrepublik China |
| 5     | Schweden            |
| 6     | Japan               |

| Platz | Land        |
| ----- | ----------- |
| 7     | England     |
| 8     | Niederlande |
| 9     | Malaysia    |
| 10    | Taiwan      |

| Platz | Land        |
| ----- | ----------- |
| 11    | Thailand    |
| 12    | Sowjetunion |
| 13    | Schottland  |
| 14    | Kanada      |

| Platz | Land        |
| ----- | ----------- |
| 15    | Australien  |
| 16    | Deutschland |
| 17    | Neuseeland  |
| 18    | Hongkong    |

| Platz | Land     |
| ----- | -------- |
| 19    | Indien   |
| 20    | Polen    |
| 21    | Finnland |
| 22    | USA      |

| Platz | Land      |
| ----- | --------- |
| 23    | Norwegen  |
| 24    | Irland    |
| 25    | Island    |
| 26    | Bulgarien |

| Platz | Land             |
| ----- | ---------------- |
| 27    | Tschechoslowakei |
| 28    | Schweiz          |
| 29    | Frankreich       |
| 30    | Mexiko           |

| Platz | Land      |
| ----- | --------- |
| 31    | Nordkorea |
| 32    | Spanien   |
| 33    | Mauritius |
| 34    | Italien   |
| 35    | Malta     |

      Aufsteiger
      Absteiger